# C,XOXO
C,XOXO è il quarto album in studio della cantante messicana-statunitense Camila Cabello, pubblicato il 28 giugno 2024 dalla Geffen e Interscope.
Il 6 settembre 2024 è stata rilasciata la Magic City Edition, con quattro tracce aggiuntive.

## Antefatti
In seguito alla pubblicazione del terzo album, Familia, a settembre 2022 è stato annunciato che Camila Cabello aveva abbandonato la Epic Records per firmare un contratto con la Interscope. Durante un'intervista con Zane Lowe, la cantante ha confermato il distacco, a livello sonoro, dai precedenti album, affermando che è stato reso possibile anche grazie ai produttori El Guincho e Jasper Harris.

## Promozione
Il singolo apripista di C,XOXO, I Luv It, è stato pubblicato il 27 marzo 2024 e ha visto la partecipazione del rapper Playboi Carti. Il 10 maggio è stata la volta del secondo singolo, He Knows, con Lil Nas X, mentre il 21 giugno del singolo promozionale Chanel No.5. Il 28 giugno, in concomitanza con l'uscita del disco, è stato inviato alle radio statunitensi Hot Uptown, in collaborazione con Drake.
Il 19 aprile 2024 Cabello è apparsa come ospite a sorpresa durante il concerto di Lana Del Rey al Coachella; in quest'occasione le due hanno cantato insieme I Luv It. In promozione del disco, la cantante si è inoltre esibita al Rock in Rio a Lisbona e al Glastonbury Festival nel giugno dello stesso anno.
Il 29 agosto 2024, la Cabello ha annunciato l'edizione deluxe Magic City, disponibile dal 6 settembre 2024, promossa dal singolo Godspeed rilasciato nello stesso giorno.

## Accoglienza
| Recensione     | Giudizio |
| -------------- | -------- |
| AllMusic       |          |
| Clash          | 7/10     |
| The Guardian   |          |
| NME            |          |
| Pitchfork      | 6.9/10   |
| Rolling Stone  |          |
| Slant Magazine |          |

C,XOXO ha ottenuto recensioni generalmente favorevoli da parte della critica specializzata. Su Metacritic, sito che assegna un punteggio normalizzato su 100 in base a critiche selezionate,  l'album ha ottenuto un punteggio medio di 64 basato su undici recensioni.

## Tracce
1. I Luv It (feat. Playboi Carti) – 2:55 (testo: Camila Cabello, Jordan Carter – musica: Pablo Díaz-Reixa, Jasper Harris, Howard Kaylan, Mark Volman, Tarik Adolemiui, Radric Davis, Shondrae Crawford)
2. Chanel No.5 – 2:40 (testo: Camila Cabello, Dashawn Moore – musica: Pablo Díaz-Reixa, Jasper Harris, Nayvadius Wilburn, Joshua Luellen)
3. Pink XOXO – 0:55 (testo: Camila Cabello, Victoria Walker – musica: Pablo Díaz-Reixa, Jasper Harris)
4. He Knows (feat. Lil Nas X) – 3:01 (testo: Camila Cabello, Montero Hill – musica: Pablo Díaz-Reixa, Jasper Harris, Ojerime Smith, Daniel Aged)
5. Twentysomethings – 2:42 (testo: Camila Cabello, Aaron Shadrow – musica: Aaron Shadrow, Pablo Díaz-Reixa, Jasper Harris)
6. Dade County Dreaming (feat. JT e Yung Miami) – 2:40 (testo: Camila Cabello, Jatavia Johnson, Caresha Brownlee, Lasana Smith – musica: Pablo Díaz-Reixa, Jasper Harris, Nicholaus Williams, Salvador Majail)
7. Koshi XOXO (feat. BLP Kosher) – 0:47 (testo: Camila Cabello, Benjamin Pavlon – musica: Pablo Díaz-Reixa, Jasper Harris, Yanaco)
8. Hot Uptown (feat. Drake) – 2:31 (testo: Camila Cabello, Aubrey Graham – musica: Pablo Díaz-Reixa, Jasper Harris, Matthew Samuels, Mingiedi Mawangu, Johann Deterville)
9. Drake – Uuugly – 1:56 (testo: Aubrey Graham – musica: Kaushik Barua, Pablo Díaz-Reixa, Jasper Harris)
10. Dream-Girls – 2:52 (testo: Camila Cabello, Terius Gesteelde-Diamant – musica: Pablo Díaz-Reixa, Jasper Harris, Carlos McKinney, Hidde Ament, Terius Gesteelde-Diamant)
11. 305tilidie – 0:50 (testo: Camila Cabello – musica: Pablo Díaz-Reixa, Jasper Harris)
12. B.O.A.T. – 2:57 (testo: Armando Pérez, Camila Cabello, Daniel McKay, Raymond Davies, Ross Campbell – musica: Pablo Díaz-Reixa, Jasper Harris, Graham Wilson, Hugh Brankin, John Reid, Nile Rodgers, Raymond Davies, Bernard Edwards)
13. Pretty When I Cry – 2:35 (testo: Camila Cabello, Aaron Shadrow – musica: Aaron Shadrow, Pablo Díaz-Reixa, Jasper Harris)
14. June Gloom – 3:00 (testo: Camila Cabello, Pablo Díaz-Reixa, Jasper Harris – musica: Pablo Díaz-Reixa, Jasper Harris, Michael Mulé, Isaac de Boni)

Tracce esclusive della Magic City Edition
1. Baby Pink (feat. Eem Triplin) – 3:52
2. Come Show Me – 2:21
3. Can Friends Kiss? – 2:17
4. Godspeed – 3:36

## Classifiche
| Classifica (2024) | Posizione massima |
| ----------------- | ----------------- |
| Australia         | 29                |
| Austria           | 16                |
| Belgio (Fiandre)  | 13                |
| Belgio (Vallonia) | 24                |
| Canada            | 20                |
| Germania          | 20                |
| Irlanda           | 57                |
| Italia            | 61                |
| Norvegia          | 37                |
| Nuova Zelanda     | 25                |
| Paesi Bassi       | 15                |
| Polonia           | 39                |
| Portogallo        | 5                 |
| Regno Unito       | 20                |
| Spagna            | 10                |
| Stati Uniti       | 13                |
| Svizzera          | 15                |